# Processus cérébraux impliqués dans la lecture
 (novembre 2013).
- Si vous ne connaissez pas le sujet, laissez ce bandeau (vous pouvez alors contacter les auteurs).
- Si vous supprimez le contenu mis en cause (vous pouvez préalablement contacter les auteurs),

argumentez précisément cette suppression dans la page de discussion
(un manque de référence n'est pas un argument ; une recherche réelle de référence doit avoir été effectuée, être formellement documentée).
Le cerveau humain n'a pas été programmé pour apprendre à lire. Contrairement au langage, qui est une faculté innée, la lecture doit être apprise.[réf. nécessaire] Comme l'écriture a été inventée récemment ; il y a environ 5400 ans , le cerveau a dû s'adapter pour permettre à l'être humain de voir, décoder et traiter l'information lors d'une tâche de lecture.
Le neuropsychologue français Stanislas Dehaene énonce l'hypothèse du recyclage neuronal pour expliquer le fait que des circuits neuronaux dans notre cerveau nous permettent d'effectuer de telles tâches. Cette hypothèse stipule que pour être capable de lire, le cerveau a eu recours à des circuits neuronaux préexistants et, grâce à la plasticité cérébrale, ces circuits ont modifié leurs fonctions pour que l'humain soit en mesure d'identifier les signes écrits et qu'il puisse les associer à des sons ainsi qu'au langage.

## De la lecture au langage
La lecture demande à un individu d'être capable d'identifier des mots rapidement. Ceci est possible grâce à la voie ventrale, plus précisément le cortex ventral occipito-temporal qui contient plusieurs circuits neuronaux destinés à la vision des mots. Au fil des apprentissages, la voie ventrale développe un système de reconnaissance des mots rapide permettant une lecture fluide. Lorsque l'étape d'identification est accomplie, l'individu doit apprendre à faire une association entre l'écriture et le langage, c'est-à-dire que les circuits corticaux destinés à voir les mots doivent communiquer avec les circuits corticaux destinés au langage.
Une région considérée comme importante pour la lecture puisqu'elle permet cette communication est le gyrus angulaire gauche. On précise qu'il s'agit du côté gauche puisque lors d'une tâche de lecture, une plus grande activation a été observée dans l'hémisphère gauche des lecteurs. Ceci peut s'expliquer par le fait que la lecture active les systèmes de langage, et parce qu'il y a une prédominance du langage du côté gauche du cerveau chez la plupart des gens ; c'est par conséquent ce côté qui est le plus activé. Le gyrus angulaire gauche aurait des liens avec les aires visuelles associatives dans les lobes occipital et temporal, régions qui sont activées lors de la présentation de mots et de pseudo-mots. Celui-ci serait également en lien avec les aires postérieures du langage. C'est donc dire que l'information écrite serait détectée par le cortex visuel. Celui-ci enverrait l'information au gyrus angulaire gauche où se ferait en partie l'association entre les lettres et la représentation phonologique, puis serait finalement envoyé dans les aires postérieures du langage.

## Les deux voies de la lecture
Lors du processus de lecture, l'information passe par deux voies parallèles : la voie directe et la voie indirecte. Ces voies ne sont pas autonomes, c'est-à-dire qu'en l'absence d'une des deux voies, un individu ne sera pas en mesure de lire tous les mots.[réf. nécessaire]
La voie indirecte permet d'accéder à la représentation phonologique des mots ; elle fait la conversion graphèmes-phonèmes. Elle est utilisée lorsqu'un individu fait face à un mot rare ou un mot nouveau. Chaque lettre du mot est analysée et  associée au son correspondant. On en déduit ensuite une prononciation et on tente de trouver un sens à ce mot. La voie indirecte est associée à plusieurs aires cérébrales. Elle implique les régions temporales supérieures gauches, le gyrus supramarginal et la partie operculaire du gyrus frontal inférieur. Face à un nouveau mot, la voie indirecte s'occupe de le décoder et de le stocker. De cette façon, lorsque l'individu rencontre ce mot à nouveau, son cerveau n'a plus besoin de refaire tout le processus d'analyse mais va le chercher grâce à la voie directe. 
La voie directe permet d'accéder au lexique et au sens des mots. Elle trouve le mot et son sens stockés dans la voie indirecte, ainsi que sa prononciation. On utilise cette voie lorsque l'on rencontre des mots fréquents ou irréguliers. La voie directe implique le gyrus fusiforme de l'hémisphère gauche, communément appelé Visual word form area (VWFA), l'arrière du gyrus temporal moyen, la face ventrale antérieure du lobe temporal et la partie triangulaire du gyrus frontal inférieur.
Finalement, la lecture est un processus complexe qui implique plusieurs régions du cerveau et demande que les régions visuelles, auditives et langagières communiquent ensemble. Deux voies peuvent être empruntées par l'information lors du processus de lecture. La voie indirecte qui fait la conversion graphèmes-phonèmes, et la voie directe qui permet d'accéder au lexique et au sens des mots.